# Bończa-Kolonia
Bończa-Kolonia – kolonia w Polsce położona w województwie lubelskim, w powiecie krasnostawskim, w gminie Kraśniczyn.
Bończa-Kolonia notowana w spisie urzędowym miejscowości z roku 1980. W latach 1975–1998 miejscowość administracyjnie należała do województwa chełmskiego.
Wieś stanowi sołectwo gminy Kraśniczyn. Według Narodowego Spisu Powszechnego (III 2011 r.) wieś liczyła 195 mieszkańców.
Wierni Kościoła rzymskokatolickiego należą do parafii św. Stanisława w Bończy.